# Міусик
Міусик, Міущик — мала річка у Луганській області України, ліва притока річки Міус.
На річці створено Яновське водосховище.